# Hanníbal (fill d'Hanníbal Giscó)
Hanníbal (en púnic: 𐤇𐤍𐤁𐤏𐤋, ḥnbʿl; grec antic: Ἀννίβας, Annibas, llatí: Hannibal), fill d'Hanníbal Giscó, va ser un oficial cartaginès durant el setge que va sofrir la ciutat siciliana de Lilibèon per part dels romans l'any 250 aC.
El general Himilcó, comandant de la ciutat, li va encarregar el conflicte amb els mercenaris gals revoltats, i Hanníbal va aconseguir que tornassin a l'obediència cartaginesa, segons que explica Polibi.
Cal no confondre'l amb Hanníbal el Rodi ni amb Hanníbal, l'amic d'Adhèrbal, tots dos també comandants durant el setge de Lilibèon.